# Oldtimer Traktor
 Oldtimer Traktor  ist eine Zeitschrift für historische Landmaschinen der VF Verlagsgesellschaft, Mainz.
Oldtimer Traktor beschäftigt sich mit der Thematik Landtechnik des 20. Jahrhunderts. Der Schwerpunkt liegt auf Traktoren, weitere Themen sind Unimog, Einachsschlepper, Stationärmotoren und Anbaugeräte. Zum Heft gehören außerdem Dorfbesuche, Museumsvorstellungen und Technik-Geschichten.
Die erste Ausgabe 1–2/2006 erschien im Dezember 2005, zunächst in zweimonatlicher Erscheinungsweise. Seit der Ausgabe 1/2013 (VÖ: 13. Dezember 2012) erscheint Oldtimer Traktor zwölfmal pro Jahr. Gründer ist Fritz Knebel, ehemaliger Redakteur der Oldtimer Markt, der bis Juni 2021 auch Chefredakteur war. Im Juli 2021 hat Dirk Schüler die Chefredaktion übernommen.
Oldtimer Traktor ist eine Schwester-Zeitschrift von Oldtimer Markt, Oldtimer Praxis, Last & Kraft und British Classics.